# Elecciones parlamentarias de Portugal de 1953
Elecciones parlamentarias se celebraron en Portugal el 8 de noviembre de 1953. La gobernante Unión Nacional ganó todos los 120 escaños, de los cuales 13 eran de colonias portuguesas.
Se concedió el derecho a sufragio a todos los hombres de 21 años o más, siempre y cuando estuvieran alfabetizados o pagaran más de 100 escudos en impuestos, y a las mujeres mayores de 21 años que hubieran completado la educación secundaria o fueran cabeza de familia, y cumplieran los mismos criterios de alfabetización y de impuestos que los hombres.
Las elecciones se llevaron a cabo con 21 circunscripciones electorales de múltiples candidatos y una circunscripción con un solo candidato para las Azores. Los votantes podían eliminar nombres de las listas de candidatos, pero no podían reemplazarlos.
La oposición al Estado Nuevo, consistente en liberales anticomunistas, republicanos e intelectuales, presentó tres listas con un total de 28 candidatos en Lisboa, Oporto y Aveiro. Las elecciones fueron boicoteadas por el Movimiento Nacional Democrático y el Movimiento Juvenil por la Unión Democrática en protesta por la falta de libertad, mientras que los monárquicos boicotearon las elecciones excepto en los casos en que un candidato de la Unión Nacional era un conocido realista.

## Resultados
| Partido                            | Votos     | %    | Escaños |
| ---------------------------------- | --------- | ---- | ------- |
| Union Nacional                     |           |      | 120     |
| Listas de oposición                |           |      | 0       |
| Votos inválidos/en blanco          |           | –    | –       |
| Total                              | 845,281   | 100  | 120     |
| Votantes registrados/participación | 1,239,504 | 68.2 | –       |
| Fuente: Nohlen & Stöver            |           |      |         |